# Proces burżuazyjnych nacjonalistów

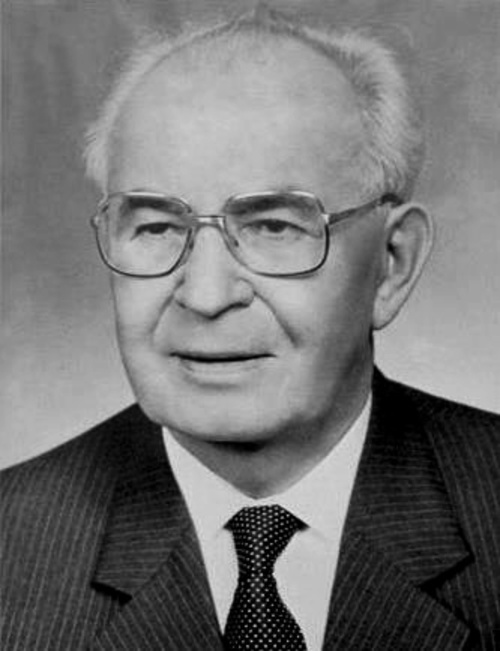
Gustáv Husák

Proces burżuazyjnych nacjonalistów – sfabrykowany proces polityczny, rozprawa grupy tzw. słowackich burżuazyjnych nacjonalistów, pięciu członków Komunistycznej Partii Czechosłowacji, która miała miejsce w dniach 21–24 kwietnia 1954 roku w Pałacu Sprawiedliwości w Bratysławie. Na ławie oskarżonych posadzono wysokich  funkcjonariuszy Komunistycznej Partii Słowacji (Gustáv Husák, Ladislav Novomeský, Daniel Okáli, Ivan Horváth i Ladislav Holdoš). Sąd Najwyższy wydał wyrok w dniu 24 kwietnia 1954 roku. Gustáv Husák otrzymał karę dożywocia, a wszyscy pozostali karę długoletniego pozbawienia wolności: Ivan Horváth – 22 lata, Daniel Okáli – 18 lat, Ladislav Holdoš – 13 lat i Ladislav Novomeský – 10 lat. Podtrzymanie zarzutów i wysokie kary pozwoliły temperować przejawy oporu i blokowały dążenia emancypacyjne Słowaków. W latach 60. wyroki zostały zniesione, a Husák został później prezydentem Czechosłowacji.

## Geneza procesu
W latach 50. XX w. poddana stalinowskim czystkom Słowacja w całej historii Czechosłowacji przechodziła czas największej zależności. Formalnie posiadała organy polityczne będące namiastkami rządu i parlamentu: Słowacką Radę Narodową i Zespół Pełnomocników. Były to jednak instytucje nieposiadające realnej władzy. Komunistyczna Partia Słowacji, która miała  strukturę zbliżoną do ogólnopaństwowej Komunistycznej Partii Czechosłowacji, z własnym Komitetem Centralnym, Komitetami Okręgowymi i Powiatowymi, w rzeczywistości tworzyła terytorialny oddział KPCz. Rządy cechował całkowity brak samodzielności, a decyzje przekazywane były do Pragi. Działania ograniczone były do hamowania każdej oddolnej inicjatywy i stania na straży utrzymania status quo. Wszelkie sygnały upominające się o zwiększenie kompetencji organów słowackich lub poprawę sytuacji na Słowacji były natychmiast tłumione. Napiętnowano je określając „burżuazyjnym nacjonalizmem” a osoby o niego oskarżone poddawane były represjom: od utraty stanowiska, po wykluczenie z partii i osadzenie w więzieniu.